# Hosackia stipularis
Hosackia stipularis är en ärtväxtart som beskrevs av George Bentham. Hosackia stipularis ingår i släktet Hosackia och familjen ärtväxter. Inga underarter finns listade i Catalogue of Life.